# Capi di Stato della Bulgaria
Di seguito la lista dei capi di Stato della Bulgaria a partire dal 1946, allorché, destituito il re Simeone II, fu proclamata la repubblica.

## Lista
| Presidente della Presidenza Provvisoria (1946-1947)           | Presidente della Presidenza Provvisoria (1946-1947) | Presidente della Presidenza Provvisoria (1946-1947) | Note         |
| Presidente                                                    | Mandato                                             | Mandato                                             | Note         |
| Presidente                                                    | Inizio                                              | Fine                                                | Note         |
| ------------------------------------------------------------- | --------------------------------------------------- | --------------------------------------------------- | ------------ |
| Vasil Kolarov                                                 | 15 settembre 1946                                   | 9 dicembre 1947                                     |              |
| Presidenti del Presidium dell'Assemblea Nazionale (1947-1971) |                                                     |                                                     |              |
| Minčo Nejčev                                                  | 9 dicembre 1947                                     | 27 maggio 1950                                      |              |
| Georgi Damjanov                                               | 27 maggio 1950                                      | 27 novembre 1958                                    |              |
| Georgi Kulišev e Nikolaj Georgiev                             | 27 novembre 1958                                    | 30 novembre 1958                                    | (ad interim) |
| Dimităr Ganev                                                 | 30 novembre 1958                                    | 20 aprile 1964                                      |              |
| Georgi Kulišev e Nikolaj Georgiev                             | 20 aprile 1964                                      | 23 aprile 1964                                      | (ad interim) |
| Georgi Trajkov                                                | 23 aprile 1964                                      | 7 luglio 1971                                       |              |
| Presidenti del Consiglio di Stato (1971-1990)                 |                                                     |                                                     |              |
| Todor Živkov                                                  | 7 luglio 1971                                       | 17 novembre 1989                                    |              |
| Petăr Mladenov                                                | 17 novembre 1989                                    | 3 aprile 1990                                       |              |

### Presidenti (dal 1990)
Nella tabella seguente sono riportati i presidenti della repubblica della Bulgaria dal 1990 ad oggi.
Legenda:   Partito Socialista Bulgaro   Unione delle Forze Democratiche   Cittadini per lo Sviluppo Europeo della Bulgaria   Indipendente
| Presidente | Presidente      | Presidente                              | Partito                                          | Mandato         | Mandato         | Elezione |
| Presidente | Presidente      | Presidente                              | Partito                                          | Inizio          | Fine            | Elezione |
| ---------- | --------------- | --------------------------------------- | ------------------------------------------------ | --------------- | --------------- | -------- |
| 1          |                 | Petăr Mladenov(1936–2000)               | Partito Socialista Bulgaro                       | 3 aprile 1990   | 6 luglio 1990   | —        |
| –          |                 | Stanko Todorov(1920–1996) (ad interim)  | Partito Socialista Bulgaro                       | 6 luglio 1990   | 17 luglio 1990  | —        |
| –          |                 | Nikolaj Todorov(1921–2003) (ad interim) | Indipendente                                     | 17 luglio 1990  | 1º agosto 1990  | —        |
| 2          |                 | Želju Želev(1935–2015)                  | Unione delle Forze Democratiche                  | 1º agosto 1990  | 22 gennaio 1992 | —        |
| 2          | 22 gennaio 1992 | Želju Želev(1935–2015)                  | Unione delle Forze Democratiche                  | 22 gennaio 1997 | 1992            |          |
| 3          |                 | Petăr Stojanov(1952–)                   | Unione delle Forze Democratiche                  | 22 gennaio 1997 | 22 gennaio 2002 | 1996     |
| 4          |                 | Georgi Părvanov(1957–)                  | Partito Socialista Bulgaro                       | 22 gennaio 2002 | 22 gennaio 2007 | 2001     |
| 4          | 22 gennaio 2007 | Georgi Părvanov(1957–)                  | Partito Socialista Bulgaro                       | 22 gennaio 2012 | 2006            |          |
| 5          |                 | Rosen Plevneliev(1964–)                 | Cittadini per lo Sviluppo Europeo della Bulgaria | 22 gennaio 2012 | 22 gennaio 2017 | 2011     |
| 6          |                 | Rumen Radev(1963–)                      | Indipendente                                     | 22 gennaio 2017 | 22 gennaio 2022 | 2016     |
| 6          | 22 gennaio 2022 | Rumen Radev(1963–)                      | Indipendente                                     | in carica       | 2021            |          |